# Frontstuur

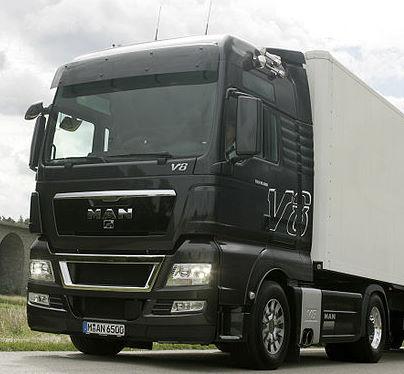
Moderne frontstuurvrachtwagen, de MAN TGX

Frontstuur is een term waarmee vrachtwagencabines worden aangeduid, waarbij de bestuurder boven, naast of voor de motor is gepositioneerd. Dit in tegenstelling tot het type torpedofront, wat in het begin van de ontwikkeling van vrachtwagens de norm was.

## Ontwikkeling
Oorspronkelijk bevond de bestuurderspositie, de cabine, zich achter de motor. Het naar voren plaatsen van de cabine had een aantal voordelen: er ontstaat meer lengte voor de vracht en ook doordat het gewicht van de motor en cabine voor het grootste deel boven de vooras komt te liggen neemt het laadvermogen toe. De bestuurder had ook een beter zicht. De frontstuurcabine brak vooral door na het ontwikkelen van de kantelbare cabine. Dit maakte de motor een stuk beter bereikbaar voor onderhoud. De innovatieve DAF 2600 was hierin toonaangevend.

## Wetgeving
De wetgeving met betrekking tot de maximale lengte van vrachtwagens heeft veel invloed op de ontwikkeling van frontstuurvrachtwagens. Dat zorgt ervoor dat in Europa nu de meeste wagens van dit type zijn. In de Verenigde Staten gold begin jaren 70 tijdelijk een vergelijkbare beperking, waardoor een toename in het aantal frontstuurtrucks was te zien.

## Galerij

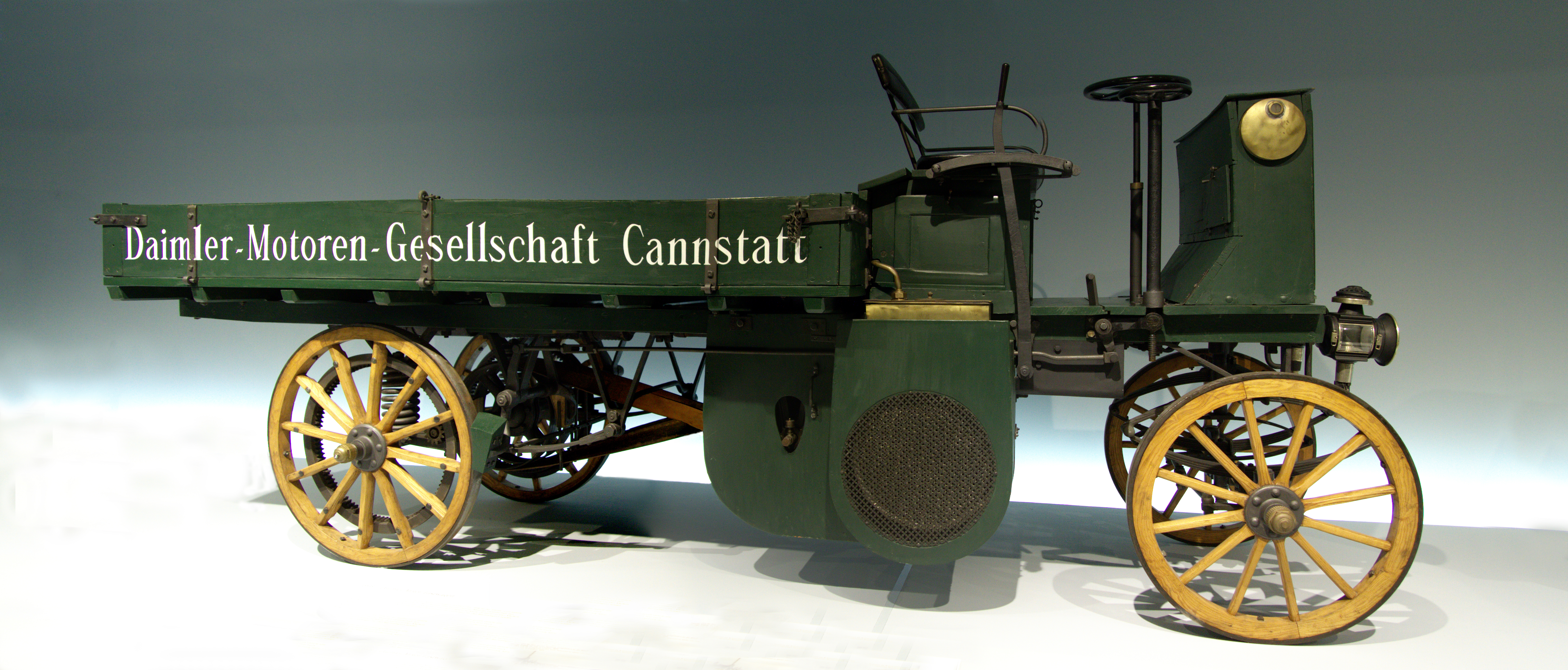
De eerste Daimler-vrachtwagen is ook een frontstuurmodel, 1896.
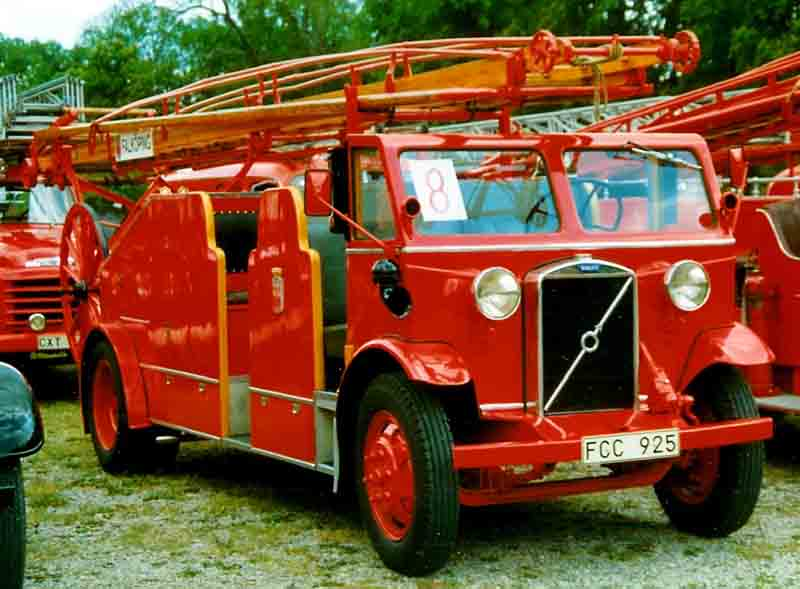
Volvo LV75, bestuurder naast de motor, 1934.
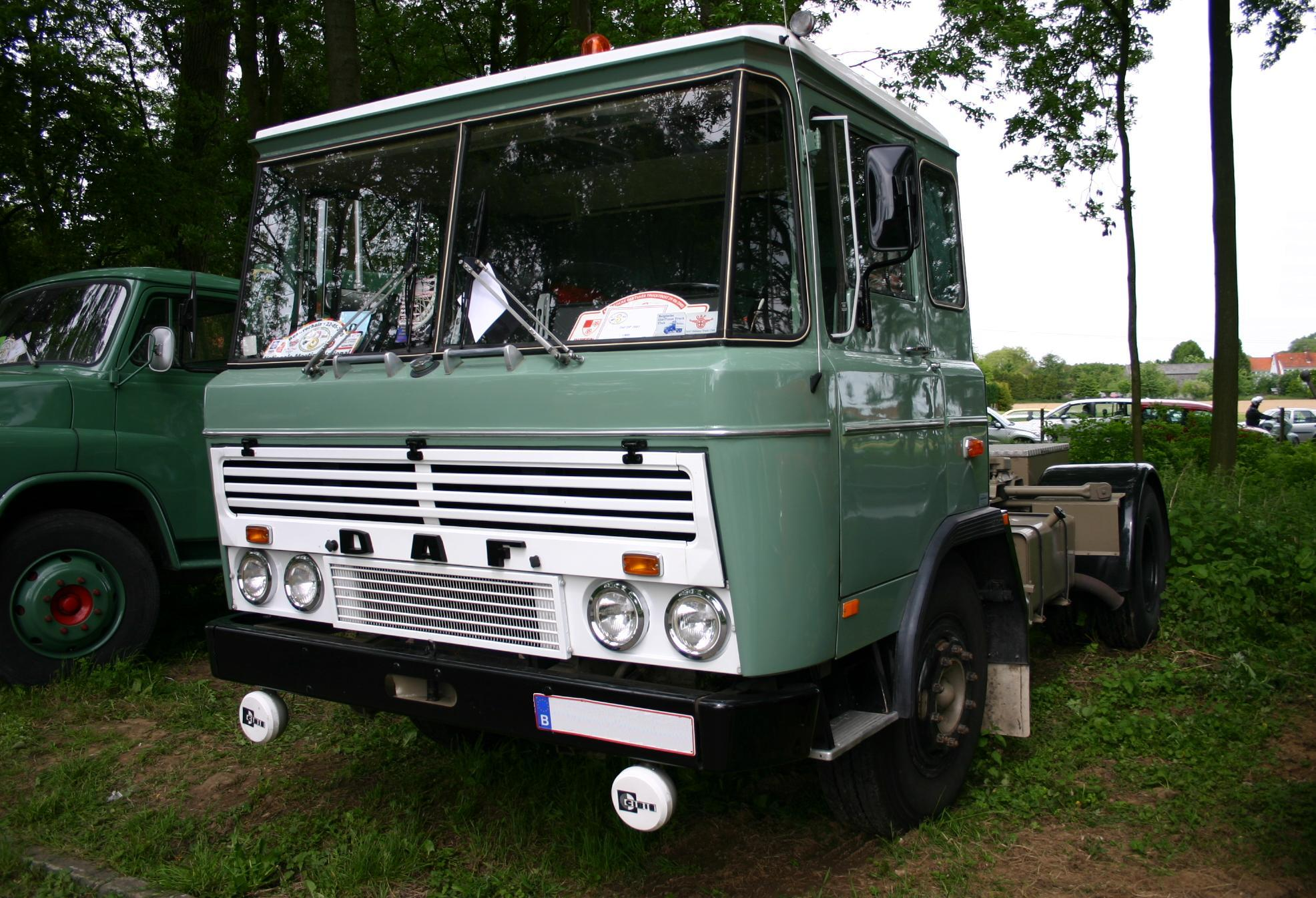
De toonaangevende DAF 2600 als trekker, 1962.
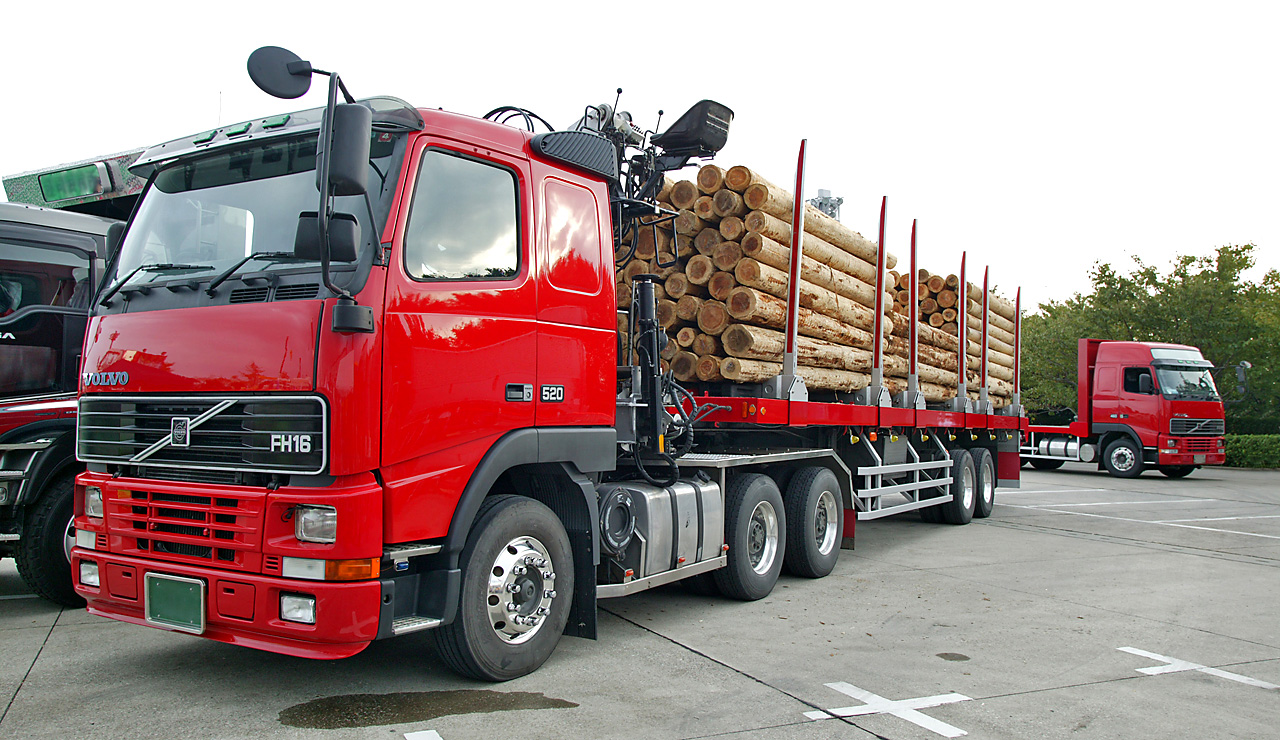
FH16 trekker uit de succesvolle Volvo FH-serie, 1993.